# Артёмов, Александр Владимирович
Алекса́ндр Владимирович Артёмов (25 июля 1959, Катеринополь, Черкасская область, Украинская ССР) — советский футболист, защитник. Наиболее известен как игрок калининградской «Балтики». Один из рекордсменов по количеству проведенных матчей за клуб. Мастер спорта СССР.

## Карьера
Воспитанник СДЮСШОР-5 «Юность» (Калининград).
В 1979 году, и с 1981 по 1991 год выступал за калининградскую «Балтику» на позиции центрального защитника. Провёл за клуб 375 матчей, забил 15 мячей.
Зимой 1992 года уехал в Польшу, где выступал за клуб 2-й лиги «Стомил».
По завершении карьеры вернулся на родину, выступает в ветеранских матчах.

## Достижения
- Победитель зональных турниров 2-й лиги СССР: 1984
- Бронзовый призёр зональных турниров 2-й лиги СССР: 1987